# NGC 1348
NGC 1348 је расејано звездано јато у сазвежђу Персеј које се налази на NGC листи објеката дубоког неба.
Деклинација објекта је + 51° 25' 12" а ректасцензија 3h 34m 6,0s. Привидна величина (магнитуда) објекта NGC 1348 износи 15,2. NGC 1348 је још познат и под ознакама OCL 391.